# Sandra Milhaud
Sandra Milhaud Trías  (Barcelona, 1964) es artista global, compositora, actriz, escritora, bloguera y animadora cultural.

## Desarrollo profesional y artístico
Compositora y creadora precoz, tuvo una temprana vocación artística y multidisciplinar, alentada por un ambiente familiar vinculado al mundo del arte. De niña fue la voz infantil en castellano del clásico de Doménico Modugno, la melodramática canción “Llora el teléfono”.
Con una formación multidisciplinar, se diplomó en el Conservatorio de Música de Madrid y se licenció en la Real Escuela Superior de Arte Dramático (RESAD).
Con gran inquietud, su obra creativa es una mezcla de registros en distintos lenguajes: audios, textos, interacciones,  imágenes que expresa hiperactivamente desde las redes sociales y desde su blog. Estrena en varios formatos diversos textos interactivos en soportes multimedia como La voz del hagoe, La mente  resistente, Entre Peces y Linces y Sesiones Pita.
Como actriz, ha intervenido en diversas películas,  como “Sirena” en Amador (2010) de Fernando León de Aranoa,  como “Mirna Donald” en Stico (1985) de Jaime de Armiñán, y en las series para TVE Misión Top Secret (1994) como “Topaz”.  Ha participado en el Festival Internacional de Teatro Rinoceronte, dirigido por Gonzalo Cañas.
Como presentadora y animadora cultural, inició su carrera junto a Carlos Tena con el programa Musical Auanbabulubabalambambú que se emitió en TVE entre 1983 y 1987 y que incluía videoclips, noticias, sketches, reportajes y actuaciones en directo de grupos españoles emergentes. Desde entonces ha sido promotora de la paz y de los derechos de los trabajadores en el mundo del espectáculo y la creación.
Es colaboradora del programa Caliente y Frío de Radio Intercontinental.
Es compositora de varias obras, entre ellas la canción Amor brujo que cantara Rosa León, y cuya composición musical creó bajo el seudónimo Chris Loa. Entre sus muchas colaboraciones con otros artistas, cabe destacar la participación en el disco libro sobre los pecados de Argantonio Sardi.

## Publicaciones

### Composiciones musicales (letra y música)
- Tiempos modernos; La fiesta ; Amor telepático; Terrorista de tu corazón. Letra y música (1987, Ed. Montserrat)[7]
- Amor brujo (1988), cantada por Rosa León.
- Poetas libres (1989)
- Chico (1990)
- Total conexión (1990)
- El último deseo (1990)
- Lisa (1990)
- Lulu (1990)
- Mi presidente (1990)
- Motor de amor (1990)
- Venecia en tu piel (1990)
- Ya no quiero verte (1990)

### Prosa interactiva
- Cien grados de ternura resistente[7]